# 恐怖の足跡
『恐怖の足跡』(Carnival of Souls) は、1962年に製作されたハーク・ハーヴェイ監督のカルトホラー映画である。

## 概要
1962年に製作された本作は、ホラー映画ファンから絶大な支持を得ているカルト映画である。ホラー映画の手法の先駆者的存在でもあり、クオリティの高い仕上がりになっている。第一線で活躍する映画監督たちにも多大な影響を受けた映画として本作を挙げる者も少なくない。1998年にはウェス・クレイヴンによりリメイクされた。

## あらすじ
エンジンを吹かす2台の車。それぞれ男女の若者たちが乗った車は、勢いよくスタートを切って小道を驀走する。かなりのスピードで走りまくる2台の車だったが、メリー（キャンディス・ヒリゴス）らを乗せた車が誤って川へ転落。警察たちの必死の捜査も空しく、車や遺体は発見されなかった。しかししばらくしてからメリーだけが自力で川から生還。応急処置を受け、あの悲惨な事故を忘れるためにメリーは別の町へ移り住むことにする。一人車に乗り込み、新たなる居住地へ向かう途中、彼女は通り過ぎた荒れ果てた遊園地で不気味な男を目にする。男に生気は感じられず、不可思議な視線でメリーを見つめた。奇妙に思いながらもその場を後にしたメリーは新たな居住地でオルガン奏者としての職を得ることもでき、順風満帆な生活を送れるかのように思えた。だがそんな彼女の身に次々と不可解な出来事が起こり始める。次第にあの男の幻影に悩まされ始め、悪夢は徐々に酷くなっていく。

## キャスト・スタッフ

### キャスト
- メリー・ヘンリー：キャンディス・ヒリゴス Candace Hilligoss
- トーマス夫人：フランシス・フィースト Frances Feist
- ジョン・リンデン：シドニー・ベルガー Sidney Berger
- 男：ハーク・ハーヴェイ Herk Harvey

### スタッフ
- 監督：ハーク・ハーヴェイ
- 原案：ハーク・ハーヴェイ
- 製作：ハーク・ハーヴェイ
- 脚本：ジョン・クリフォード
- 音楽：ジーン・ムーア
- 撮影：モーリス・プラザー
- 編集：ビル・デ・ジャーネット、ダン・パルムクイスト

## DVD
本国アメリカでは様々な形でDVDとして発売されており、もともと白黒だがデジタル処理を施したカラー版も発売された。日本でも2005年、2006年にそれぞれDVDが発売されて、白黒版とカラー版の両方を見ることが出来る。